# 베카 (가수)
베카(Bekah,본명: Rebecca Kim(김레베카), 1989년 8월 11일 ~)는 한국계 미국인 래퍼로 과거 대한민국의 음악 그룹인 애프터스쿨의 멤버였다. 미국 하와이 출신으로 애프터스쿨에서 래퍼로 활동하였으며 2011년 7월 미국 유학을 이유로 졸업(탈퇴)하게 되었다.

## 음악 활동

### 디지털 싱글
- 베카 디지털 싱글 1집 Take Me To The Place (2011년)

### 애프터스쿨
- 애프터스쿨 싱글 1집 New Schoolgirl (2009년)
- 애프터스쿨 디지털 싱글 1집 Diva (2009년)
- 애프터스쿨 디지털 싱글 2집 대 동경 소녀 O.S.T (2009년
- 애프터스쿨 싱글 2집 너 때문에 (2009년)
- 애프터스쿨 디지털 싱글 눈내리는 마을 (2009년)
- 애프터스쿨 싱글 3집 Bang! (2010년)
- 애프터스쿨 정규 1집 Virgin (2011년)

### 그 외
- 가희 - 《Sinister》 피쳐링
- 이효리 - 《Bring It Back》 피쳐링
- 테이 - 《Mr.Lonely》 피쳐링 - Rap Ver.
- 서인국 - 《첫눈에》 피쳐링
- 삼성전자 - 애니콜, 햅틱아몰레드
- 2009년 F/W 드레스투킬 광고 모델